# Abek
Abek (Abemus) – rodzaj chrząszczy z rodziny kusakowatych i podrodziny kusaków.
Takson ten został wprowadzony w 1876 roku przez Martiala Étienne’a Mulsanta i Claudiusa Reya. Dawniej traktowany był jako podrodzaj w rodzaju Staphylinus.
Chrząszcze o wydłużonym ciele. Głowę mają w zarysie czworokątną z silnie zaokrąglonymi kątami tylnymi, gęsto i silnie punktowaną, zaopatrzoną w ustawione skośnie do jej podłużnej osi oczy oraz krótkie, krępe i słabo rozszerzone ku szczytowi czułki. Aparat gębowy ma dwupłatową wskutek głębokiego wykrojenia wargę górną, krępe żuwaczki z podłużną bruzdą na nasadowym odcinku zewnętrznej krawędzi oraz głaszczki szczękowe o ostatnim członie dłuższym i węższym niż poprzedni. Przedtułów cechuje się słabo zesklerotyzowanymi epimerami trójkątnego kształtu, dobrze zaznaczoną górną krawędzią epipleury przedplecza oraz boczną krawędzią przedplecza zagiętą pod spód w przedniej jego połowie. Śródpiersie ma krótki, ku szczytowi zwężony i tam zaokrąglony wyrostek międzybiodrowy. Odwłok ma tylny brzeg piątego tergitu z jasną, błoniastą obwódką. Zapiersie i sternity odwłoka nie są gęsto owłosione. Przednia para odnóży ma u obu płci rozszerzone stopy, a środkowa i tylna uzbrojone w kolce golenie.
Należą tu 3 opisane gatunki:
- Abemus chloropterus (Panzer, 1796) – abek zielonokrywek
- Abemus hebraeus Smetana, 1978
- Abemus olivaceus Cameron, 1928

Przedstawiciele rodzaju występują w krainie palearktycznej. W Polsce występuje tylko abek zielonokrywek (zobacz też: kusakowate Polski)